# 아시아 록스타
아시아 록스타(Asia Rocsta)는 아시아자동차공업의 지프형 스포츠 유틸리티 자동차(SUV)이다.

## 개요

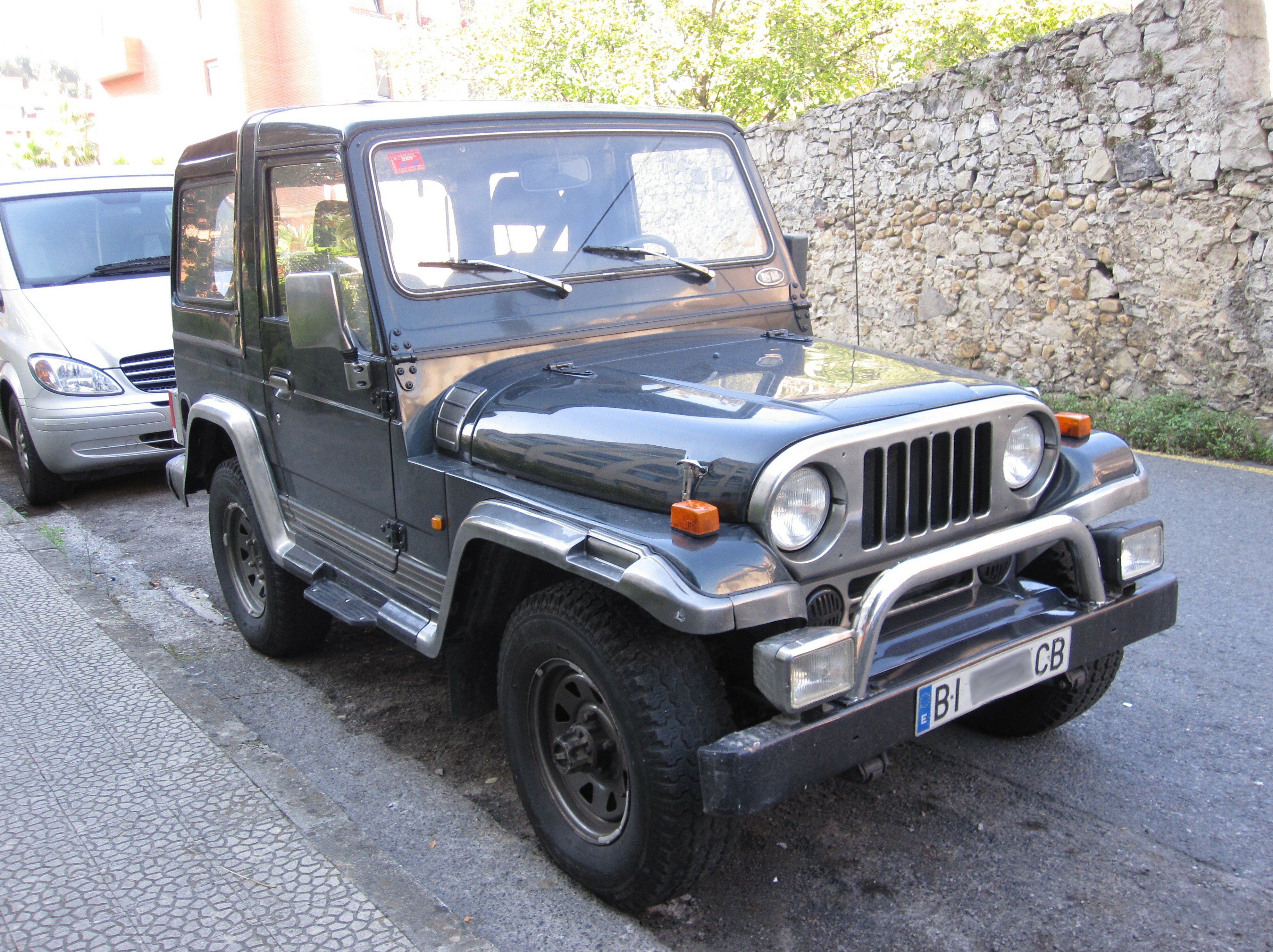
아시아 록스타 정측면

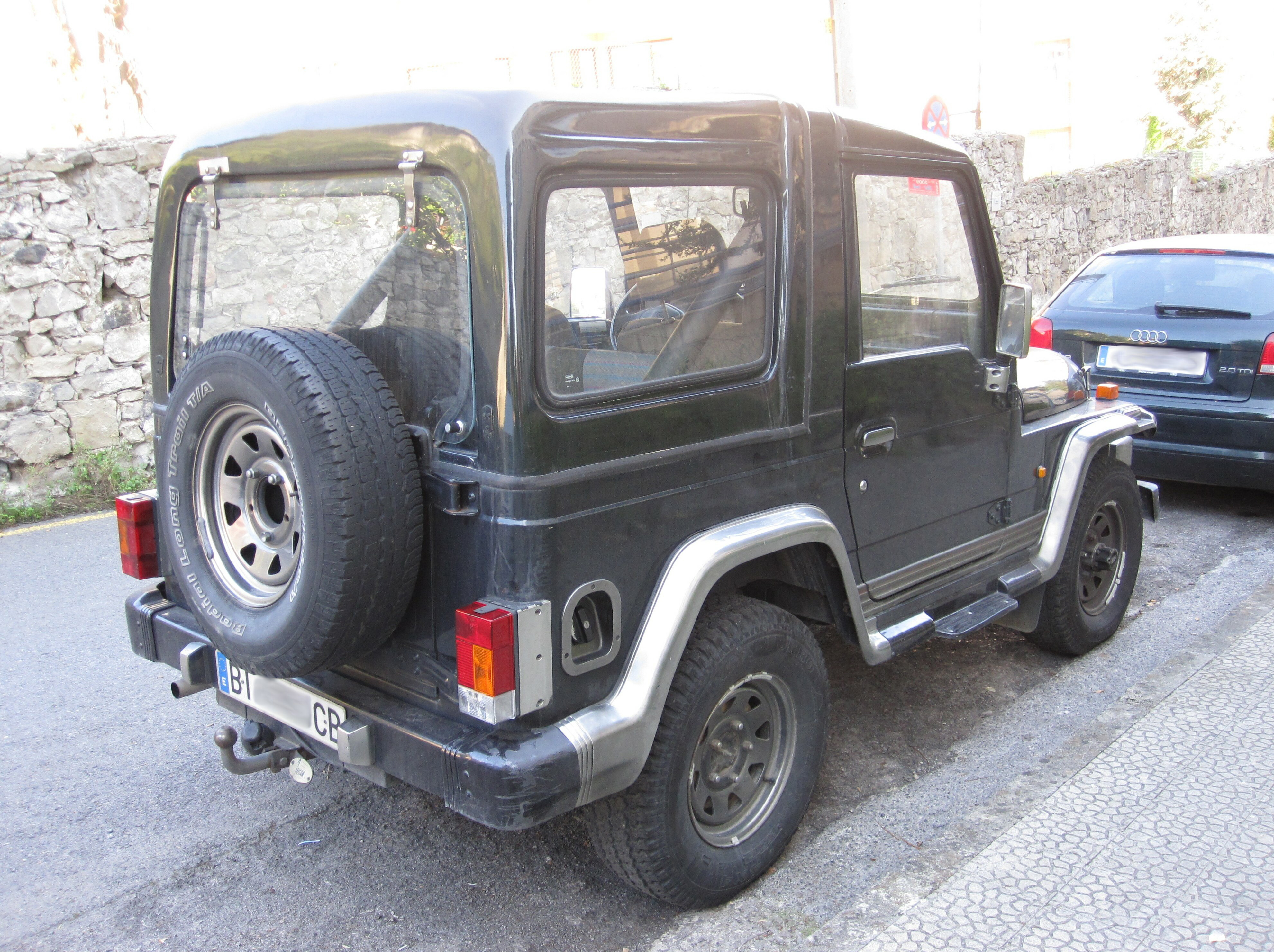
아시아 록스타 후측면

록스타의 시초는 소형 군수용 차량으로 개발된 K111으로, 미군에서 사용하던 포드의 M151A1(MUTT, 일명 케네디 지프)을 베이스로 한 민수용 지프 차량이다. 아시아자동차공업은 K111에 기아 베스타용 2,200cc 마그마 디젤 엔진과 1,800cc VA 가솔린 엔진을 장착한 민수용을 개발하였고, 이것이 1990년 2월에 출시된 록스타로 결실을 맺었다. 강철 프레임에 하드탑 또는 소프트탑을 탑재하였다. 또한 전륜에 디스크 브레이크를 장착하여 제동력을 높였으며, 차량 안정감은 시속 88km을 고려하여 설계하였다. 대한민국산 차종 중 레토나에 이어 두 번째로 높은 등판 능력(45도)과 높은 연비(16km/ℓ), 우수한 험로 주파 능력 등의 장점이 있는 반면, 좁은 실내 공간과 심한 소음과 진동, 엔진 냉각 장치의 용량이 미흡하여 장시간 고속 주행시 엔진이 과열되어 실린더 헤드가 변형되는 증상이 생기는 등의 문제점이 있었다. 1993년에 페이스 리프트 차종인 록스타 R2가 출시되었고 1997년까지 생산되다 단종됐다. 1998년에 후속 차종인 레토나가 기아자동차를 통해 출시되었다.

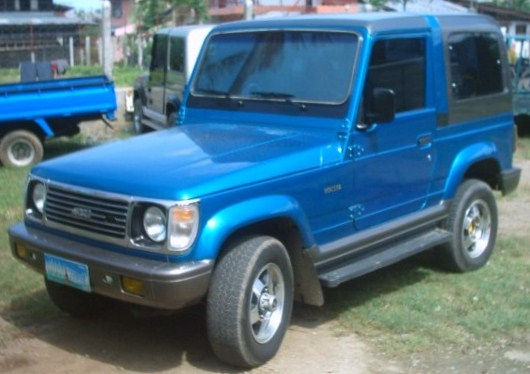
아시아 록스타 R2 정측면
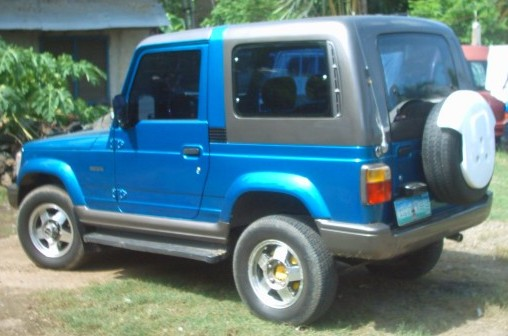
아시아 록스타 R2 후측면

| 구분                 | 록스타 1.8ℓ 가솔린      | 록스타 2.2ℓ 디젤        | 록스타 R2 2.2ℓ 디젤     |
| -------------------- | ----------------------- | ----------------------- | ----------------------- |
| 전장 (mm)            | 3,515                   | 3,515                   | 3,720                   |
| 전폭 (mm)            | 1,688                   | 1,688                   | 1,630                   |
| 전고 (mm)            | 1,820                   | 1,820                   | 1,795                   |
| 축거 (mm)            | 2,132                   | 2,132                   | 2,260                   |
| 윤거 (전, mm)        | 1,295                   | 1,295                   | 1,310                   |
| 윤거 (후, mm)        | 1,295                   | 1,295                   | 1,330                   |
| 승차 정원            | 5명                     | 5명                     | 5명                     |
| 변속기               | 수동 5단                | 수동 5단                | 수동 5단                |
| 서스펜션 (전/후)     | 리프 스프링/리프 스프링 | 리프 스프링/리프 스프링 | 리프 스프링/리프 스프링 |
| 구동 형식            | 4륜 구동                | 4륜 구동                | 4륜 구동                |
| 연료                 | 가솔린                  | 디젤                    | 디젤                    |
| 배기량 (cc)          | 1,789                   | 2,184                   | 2,184                   |
| 최고 출력 (ps/rpm)   | 85/5,500                | 72/4,250                | 70/4,050                |
| 최대 토크 (kg*m/rpm) | 13.4/3,000              | 14.7/2,000              | 14.5/2,500              |